# Canadohta Lake, Pennsylvania
Canadohta Lake, Pennsylvania (енгл. Canadohta Lake) насељено је место без административног статуса у америчкој савезној држави Пенсилванија.

## Демографија
По попису из 2010. године број становника је 516, што је 56 (-9,8%) становника мање него 2000. године.
| Група             | 2000.       | 2010.       |
| Белци             | 563 (98,4%) | 507 (98,3%) |
| Афроамериканци    | 1 (0,2%)    | 0 (0,0%)    |
| Азијати           | 1 (0,2%)    | 0 (0,0%)    |
| Хиспаноамериканци | 3 (0,5%)    | 6 (1,2%)    |
| Укупно            | 572         | 516         |